# Emilio Docente
Emilio Benito Docente (Comiso, 11 dicembre 1983) è un calciatore italiano, attaccante del Real Rimini.
Nel corso della sua carriera ha collezionato 69 presenze in Serie B, gran parte di esse ottenute con la maglia del Rimini.

## Carriera
Cresciuto nel vivaio della Juveterranova Gela, Docente debutta tra i professionisti nella stagione 2000-2001 con il club siciliano in Serie C2. Nella prima parte della stagione 2002-2003 si mette in evidenza con 12 reti in 17 presenze, prestazioni che nel mercato di gennaio gli valgono il trasferimento al Messina via Juventus. Con i giallorossi segna una rete (nella vittoria per 3-2 contro l'Ascoli) in 8 presenze.
Nel luglio 2003 passa in Serie C1 al neopromosso Rimini con la formula della comproprietà. Nella stagione d'esordio in Romagna totalizza 7 reti in 32 presenze, cui si aggiunge una marcatura nella semifinale di andata dei play-off contro il Cesena. Nel campionato successivo, in un attacco che comprende anche Zlatan Muslimović, Sergio Floccari e il fantasista Adrián Ricchiuti, realizza 5 gol alternando presenze da titolare ad altre da subentrato (per un totale di 26), in una stagione trionfale a livello di squadra, culminata con la promozione in Serie B, ottenuta davanti a Avellino e Napoli.
Nell'estate 2005, chiuso dagli arrivi di Davide Moscardelli, Simone Motta e Andrea Rabito, Docente viene ceduto in prestito all'Avellino in Serie B, dove colleziona 6 presenze nella prima parte di stagione. Nel gennaio 2006 si trasferisce, sempre in prestito, alla Sambenedettese in Serie C1, con cui conclude la stagione segnando 3 reti in 11 partite di campionato, che diventano 5 reti in 13 presenze includendo i play-out vinti contro il Lumezzane che consentono la permanenza nella categoria. Nell'estate seguente approda, sempre in prestito, all'Ancona, squadra appena ripescata in Serie C1, dove chiude la stagione con 12 gol in 31 presenze, più due reti nei play-out contro il Teramo che garantiscono la salvezza ai dorici.
Tornato a Rimini nell'estate 2007 con l'intento di ritagliarsi nuovamente uno spazio in Serie B con la formazione biancorossa, disputa altre due stagioni nel torneo cadetto, le ultime della sua carriera in questa categoria, realizzando 8 gol in 53 presenze complessive, a cui si aggiungono le due gare del doppio confronto play-out contro l'Ancona che sancisce la retrocessione dei romagnoli. Inizia la stagione 2009-2010 con il Rimini, retrocesso appunto in Lega Pro Prima Divisione dopo la stagione precedente. Nel gennaio 2010 si trasferisce in prestito, nello stesso campionato, al Perugia, con cui conclude il torneo. Al termine della stagione, entrambe le società non si iscrivono al campionato successivo.
Docente riparte così dal Gela, in Lega Pro Prima Divisione, nella piazza in cui era sbocciato calcisticamente a inizio carriera. Anche in questo caso, al termine della stagione il club non si iscrive al campionato successivo. Svincolato viene ingaggiato dalla Ternana, con cui totalizza 29 presenze e una rete, contribuendo alla promozione in Serie B. Il contratto non viene rinnovato a fine stagione.
Nel luglio 2012 si accorda con il Siracusa, ma il club fallisce prima dell'inizio della stagione e il trasferimento non si concretizza. Passa quindi al Trapani, con cui segna subito al debutto in Coppa Italia 2012-2013 nella vittoria per 2-1 sull'Este. In campionato totalizza 3 reti in 16 presenze e mette a segno altre 2 reti in coppa.
Nel 2013 si trasferisce al Forlì in Lega Pro Seconda Divisione, dove realizza 11 gol in 29 presenze contribuendo alla promozione nella nuova Lega Pro unificata. L'anno successivo va a segno altre 11 volte in 34 partite, ma la squadra retrocede in Serie D.
Nel 2015-2016 milita nel Delta Porto Tolle in Serie D, quindi nel settembre 2016 si trasferisce al Real Miramare, club di Prima Categoria riminese, dove realizza 24 reti in 26 presenze nella stagione 2016-2017 e 10 reti in 13 presenze nella stagione successiva. Prosegue nei campionati dilettantistici con il Fya Riccione, mettendo a referto 37 gol complessivi in due stagioni di Eccellenza.
Nel 2020 si trasferisce all'Urbino, sempre in Eccellenza, ma non scende in campo. A gennaio 2021 si unisce alla Marignanese Cattolica in Serie D. Nella stagione 2021-2022 è nuovamente al Cattolica in Serie D, quindi nel gennaio 2022 si trasferisce nel campionato sammarinese, dove milita nella Folgore nella seconda parte della stagione e nella Cosmos a inizio 2022-2023. Torna poi al Cattolica in Eccellenza nel dicembre 2022, segnando 12 gol in 17 presenze. L'anno seguente realizza 16 reti in 24 partite. Nel 2024-2025 veste la maglia del Real Rimini in Seconda Categoria.

## Statistiche

### Presenze e reti nei club
Statistiche aggiornate al 10 febbraio 2021.
| Stagione             | Squadra              | Campionato           | Campionato | Campionato | Coppe nazionali | Coppe nazionali | Coppe nazionali | Coppe continentali | Coppe continentali | Coppe continentali | Altre coppe | Altre coppe | Altre coppe | Totale | Totale |
| Stagione             | Squadra              | Comp                 | Pres       | Reti       | Comp            | Pres            | Reti            | Comp               | Pres               | Reti               | Comp        | Pres        | Reti        | Pres   | Reti   |
| -------------------- | -------------------- | -------------------- | ---------- | ---------- | --------------- | --------------- | --------------- | ------------------ | ------------------ | ------------------ | ----------- | ----------- | ----------- | ------ | ------ |
| 1999-2000            | Gela                 | C2                   | 1          | 0          | CI-C            | 1               | 0               | -                  | -                  | -                  | -           | -           | -           | 2      | 0      |
| 2000-2001            | Gela                 | C2                   | 1          | 0          | CI-C            | 1               | 0               | -                  | -                  | -                  | -           | -           | -           | 2      | 0      |
| 2001-2002            | Gela                 | C2                   | 21         | 1          | CI-C            | 3               | 1               | -                  | -                  | -                  | -           | -           | -           | 24     | 2      |
| lug.-dic. 2002       | Gela                 | C2                   | 17         | 12         | CI-C            | 6               | 3               | -                  | -                  | -                  | -           | -           | -           | 23     | 15     |
| gen.-giu. 2003       | Messina              | B                    | 8          | 1          | CI              | -               | -               | -                  | -                  | -                  | -           | -           | -           | 8      | 1      |
| 2003-2004            | Rimini               | C1                   | 32+2       | 7+1        | CI-C            | 3               | 3               | -                  | -                  | -                  | -           | -           | -           | 37     | 11     |
| 2004-2005            | Rimini               | C1                   | 26         | 5          | CI+CI-C         | 1+6             | 1+4             | -                  | -                  | -                  | SdL-C       | 2           | 1           | 35     | 11     |
| lug.-dic. 2005       | Avellino             | B                    | 6          | 0          | CI              | 0               | 0               | -                  | -                  | -                  | -           | -           | -           | 6      | 0      |
| gen.-giu. 2006       | Sambenedettese       | C1                   | 11+2       | 3+2        | CI+CI-C         | -               | -               | -                  | -                  | -                  | -           | -           | -           | 13     | 5      |
| 2006-2007            | Ancona               | C1                   | 31+2       | 12+2       | CI-C            | 8               | 2               | -                  | -                  | -                  | -           | -           | -           | 41     | 16     |
| 2007-2008            | Rimini               | B                    | 17         | 2          | CI              | 1               | 0               | -                  | -                  | -                  | -           | -           | -           | 18     | 2      |
| 2008-2009            | Rimini               | B                    | 36+2       | 6+0        | CI              | 1               | 1               | -                  | -                  | -                  | -           | -           | -           | 39     | 7      |
| lug.-dic. 2009       | Rimini               | 1D                   | 12         | 2          | CI+CI-LP        | 1+0             | 0+0             | -                  | -                  | -                  | -           | -           | -           | 13     | 2      |
| Totale Rimini        | Totale Rimini        | Totale Rimini        | 127        | 23         |                 | 13              | 9               |                    | -                  | -                  |             | 2           | 1           | 142    | 33     |
| gen.-giu. 2010       | Perugia              | 1D                   | 10         | 2          | CI+CI-LP        | -               | -               | -                  | -                  | -                  | -           | -           | -           | 10     | 2      |
| 2010-2011            | Gela                 | 1D                   | 26         | 6          | CI-LP           | 5               | 1               | -                  | -                  | -                  | -           | -           | -           | 31     | 7      |
| Totale Gela          | Totale Gela          | Totale Gela          | 66         | 19         |                 | 16              | 5               |                    | -                  | -                  |             | -           | -           | 82     | 24     |
| 2011-2012            | Ternana              | 1D                   | 29         | 1          | CI-LP           | 1               | 1               | -                  | -                  | -                  | SdL-1D      | 2           | 1           | 32     | 3      |
| 2012-2013            | Trapani              | 1D                   | 16         | 3          | CI+CI-LP        | 2+1             | 1+1             | -                  | -                  | -                  | SdL-1D      | 0           | 0           | 19     | 5      |
| 2013-2014            | Forlì                | 2D                   | 24+2       | 10+0       | CI-LP           | 7               | 2               | -                  | -                  | -                  | -           | -           | -           | 31     | 12     |
| 2014-2015            | Forlì                | LP                   | 28         | 10         | CI-LP           | 6               | 0               | -                  | -                  | -                  | -           | -           | -           | 36     | 10     |
| Totale Forlì         | Totale Forlì         | Totale Forlì         | 54         | 20         |                 | 13              | 2               |                    | -                  | -                  |             | -           | -           | 67     | 22     |
| 2015-2016            | Delta Rovigo         | D                    | 11         | 2          | CI+CI-D         | 0               | 0               | -                  | -                  | -                  | -           | -           | -           | 11     | 2      |
| lug.-set. 2016       | La Fiorita           | CD                   | 1          | 0          | -               | -               | -               | -                  | -                  | -                  | SSM         | 1           | 0           | 2      | 0      |
| 2016-2017            | Real Miramare        | PC-ER                | 26         | 24         | -               | -               | -               | -                  | -                  | -                  | -           | -           | -           | 26     | 24     |
| 2017-2018            | Real Miramare        | PC-ER                | 13         | 10         | -               | -               | -               | -                  | -                  | -                  | -           | -           | -           | 13     | 10     |
| Totale Real Miramare | Totale Real Miramare | Totale Real Miramare | 39         | 34         |                 | -               | -               |                    | -                  | -                  |             | -           | -           | 39     | 34     |
| 2018-2019            | Fya Riccione         | Ecc-ER               | 29         | 20         | -               | -               | -               | -                  | -                  | -                  | -           | -           | -           | 29     | 20     |
| 2019-2020            | Fya Riccione         | Ecc-ER               | 23         | 17         | -               | -               | -               | -                  | -                  | -                  | -           | -           | -           | 23     | 17     |
| Totale Fya Riccione  | Totale Fya Riccione  | Totale Fya Riccione  | 52         | 37         |                 | -               | -               |                    | -                  | -                  |             | -           | -           | 52     | 37     |
| lug.-dic. 2020       | Urbino               | Ecc-Ma               | 0          | 0          | -               | -               | -               | -                  | -                  | -                  | -           | -           | -           | 0      | 0      |
| dic.2020- 2021       | Marignanese          | D                    | 10         | 1          | -               | -               | -               | -                  | -                  | -                  | -           | -           | -           | 10     | 1      |
| Totale carriera      | Totale carriera      | Totale carriera      | 475        | 162        |                 | 54              | 21              |                    | -                  | -                  |             | 5           | 2           | 534    | 185    |

## Palmarès

### Club

#### Competizioni nazionali
- Serie C1: 1

Rimini: 2004-2005 (girone B)
- Lega Pro Prima Divisione: 2

Ternana: 2011-2012 (girone A)
Trapani: 2012-2013 (girone A)
- Supercoppa di Lega di Serie C: 1

Rimini: 2005